# Bohumil Ullrych
Bohumil Ullrych (12. prosince 1893 Velký Bor – 7. února 1948 Praha) byl český malíř krajinář – figuralista, výtvarník, výtvarný kritik a pedagog.

## Život
Narodil se ve Velkém Boru u Horažďovic v učitelské rodině. V Písku absolvoval gymnázium a následně pedagogický kurz v Praze. Podnikl několik studijních cest po severských státech, do Polska, Německa, Francie, navštívil USA a Kubu, Velkou Británii, Jugoslávii a Rumunsko.
V letech 1917–1934 byl členem Umělecké Besedy, od roku 1936 členem Sdružení jihočeských výtvarníků a od roku 1945 spolku výtvarných umělců Aleš. Zastával též po nějaký čas výtvarného referenta Lidových novin.
Bohumil Ullrych se věnoval převážně figurální a krajinářské tvorbě a nakreslil rovněž i několik ex
libris. Od roku 1941 čerpal své náměty z okolí Březnice a Příbramska. Povoláním byl literárním učitelem v Praze.
Zemřel v sobotu dne 7. února 1948 v Praze na srdeční chorobu.

## Výstavy

### Autorské
- 1943 – Bohumil Ullrych: Obrazy, akvarely a studie, Pošova galerie, Praha
- 1943/1944 – Bohumil Ullrych: Výstava obrazů, Salon Výtvarné dílo, Praha
- 1958 – Bohumil Ullrych: Retrospektiva, Vlastivědné muzeum, Strakonice
- 1971 – Bohumil Ullrych: Obrazy, Trhové Sviny
  - Bohumil Ullrych: Obrazy, Městské muzeum, Volyně
- 1993 – Bohumil Ullrych: Obrazy k 100. výročí narození, Wortnerův dům Alšovy jihočeské galerie, České Budějovice

### Kolektivní (výběr)
- 1918 – Výstava českých umělců ve prospěch pozůstalých po československých legionářích, Topičův salon, Praha
- 1927 – Členská výstava Umělecké besedy, Obecní dům – výstavní sály, Praha
- 1928 – Československé výtvarné umění 1918–1928, Brno
- 1929 – Alois Moravec, Bohumil Ullrych: Cyklus obrazů. Řeka Otava, Alšova síň Umělecké besedy, Praha
  - Umělecká beseda, Pražské vzorkové veletrhy, Praha
- 1930 – Členská výstava Umělecké besedy, Obecní dům – výstavní sály, Praha
- 1931 – Členská výstava Umělecké besedy, Obecní dům – výstavní sály, Praha
- 1932 – Členská výstava Umělecké besedy, Obecní dům – výstavní sály, Praha
  - I. výstava obrazů a plastik českých umělců ze soukromého majetku členů Kruhu přátel umění v Hradci Králové, Městské průmyslové muzeum v Hradci Králové, Hradec Králové
- 1933 – Jubilejní výstava UB 1933, Obecní dům – výstavní sály, Praha
- 1938 – III. Zlínský salon, Studijní ústav, Zlín
  - Náš voják ve výtvarném umění XIX. a XX. století, Obecní dům – výstavní sály, Praha
- 1939 – Národ svým výtvarným umělcům, Praha
- 1940/1941 – Národ svým výtvarným umělcům, Praha
- 1941 – Bílá Labuť českému umění, Bílá Labuť, Praha
  - Alois Moravec, Bohumil Ullrych: Obrazy a kresby, Salon Výtvarné dílo, Praha
- 1942 – Národ svým výtvarným umělcům, Praha
- 1943 – Umělci národu 1943, Praha
- 1944 – Letní výstava 1944, Salon Výtvarné dílo, Praha
  - Srpen u Pošů – výběr prací současných malířů, Pošova galerie, Praha
- 1945 – Členská výstava Umělecké besedy, Obecní dům – výstavní sály, Praha
- 1946 – Člověk a práce, Pavilon Myslbek, Praha
  - Malá komposice, Salon Výtvarné dílo, Praha
- 1948 – Sdružení jihočeských výtvarníků, Jednota umělců výtvarných, výstavní síně, Praha
- 1949 – Pražský Aleš 1949: XXIII. Členská výstava, Pavilon Jednoty výtvarných umělců, Praha
- 1971 – České sociální umění, Dům umění – Výstavní síň města České Budějovice, České Budějovice
- 1973 – České malířství 1918–1945, Mánes, Praha
- 1975 – Český jih ve výtvarném umění 1925 – 1975, Alšova jihočeská galerie v Hluboké nad Vltavou (AJG), Hluboká nad Vltavou
- 1980 – Umělecká beseda ve sbírce Středočeské galerie, Kulturní dům Josefa Suka, Sedlčany
- 1984 – Česká kresba 20. století ze sbírek Alšovy jihočeské galerie, Alšova jihočeská galerie v Hluboké nad Vltavou (AJG), Hluboká nad Vltavou
- 1985 – Český jih 1945–1985, Alšova jihočeská galerie v Hluboké nad Vltavou (AJG), Hluboká nad Vltavou
- 1988 – Obrazy, sochy, grafika k 40. výročí února, Středočeská galerie, Praha
- 1988/1989 – Umělecká beseda k 125. výročí založení, Mánes, Praha
- 1989 – Český neoklasicismus dvacátých let. Mezi klasickým řádem a selankou, Staroměstská radnice, Praha
- 1997 – Nové i staré (přírůstky sbírek AJG 1990–1997), Wortnerův dům Alšovy jihočeské galerie, České Budějovice
- 2016 – Portrét a figura ze sbírky Kooperativy, Galerie Kooperativy, Praha 8

## Zastoupení ve sbírkách českých galerií a muzeí
- Galerie Středočeského kraje
- Galerie výtvarného umění v Ostravě
- Galerie moderního umění v Hradci Králové
- Krajská galerie výtvarného umění ve Zlíně
- Horácká galerie v Novém Městě na Moravě
- Alšova jihočeská galerie v Hluboké nad Vltavou
- Galerie umění Karlovy Vary
- Muzeum umění Olomouc
- Západočeská galerie v Plzni
- Galerie hlavního města Prahy[2]
- Moravská galerie v Brně[3]
- Národní galerie Praha

a v mnoha dalších

## Galerie

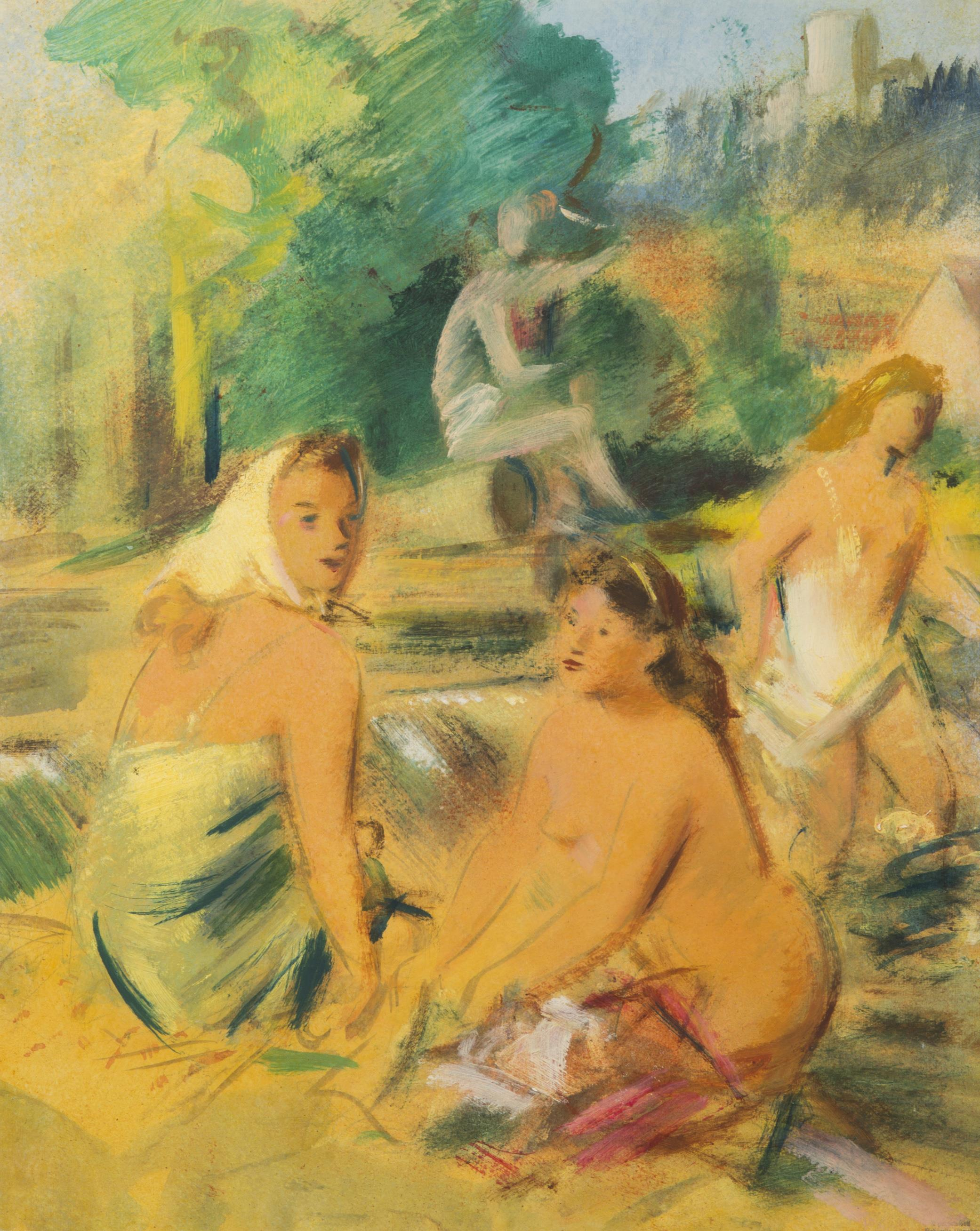
Dívky u vody
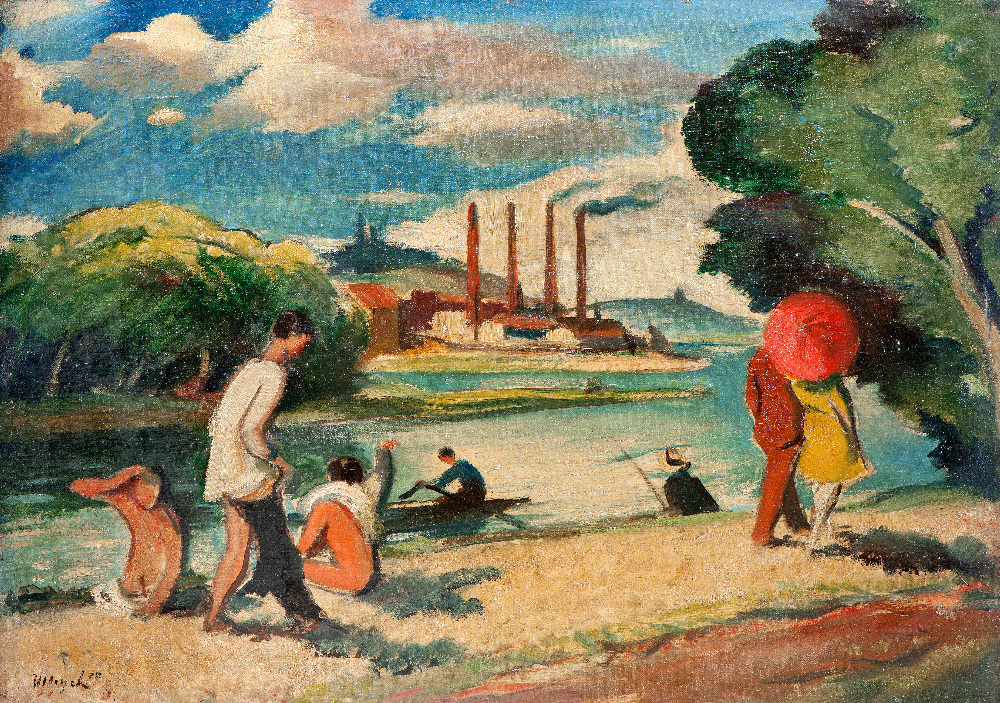
Na pobřeží (1928)
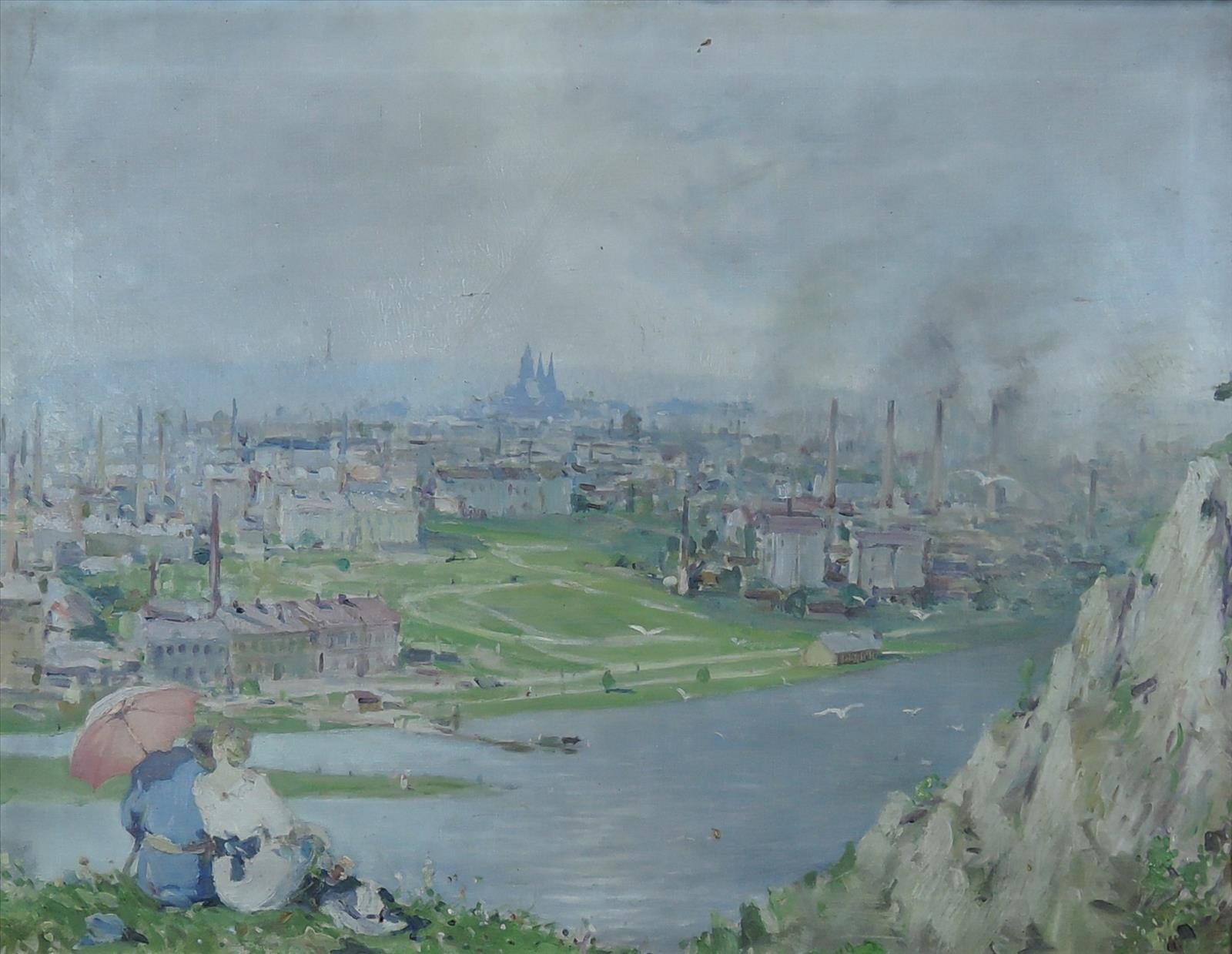
Pohled na Pražský hrad
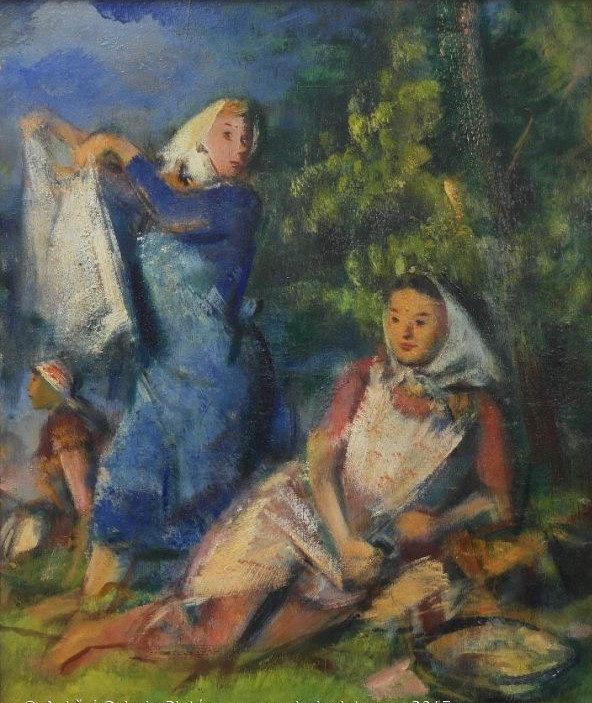
Pradleny (1940)
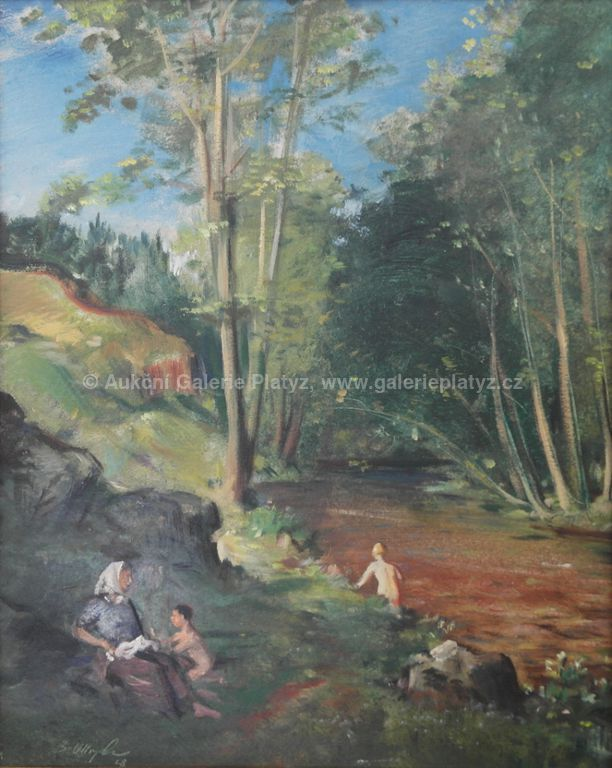
Mlýnská stoka v M. Hydčicích (1928)
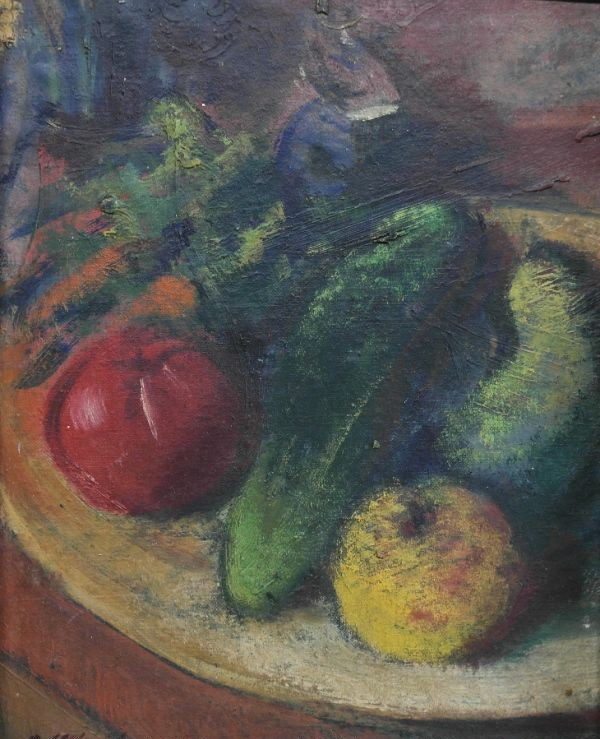
Zátiší (1940)
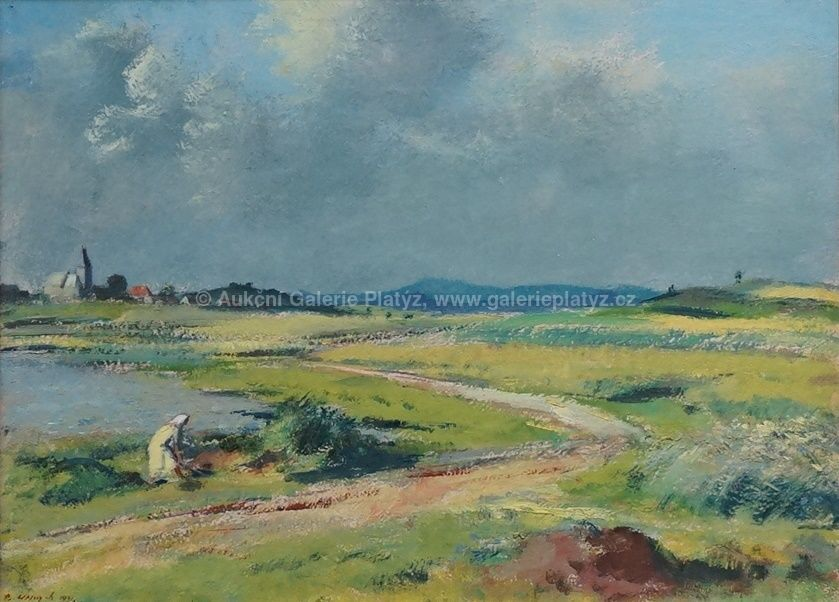
U Bubovického rybníka (1941)
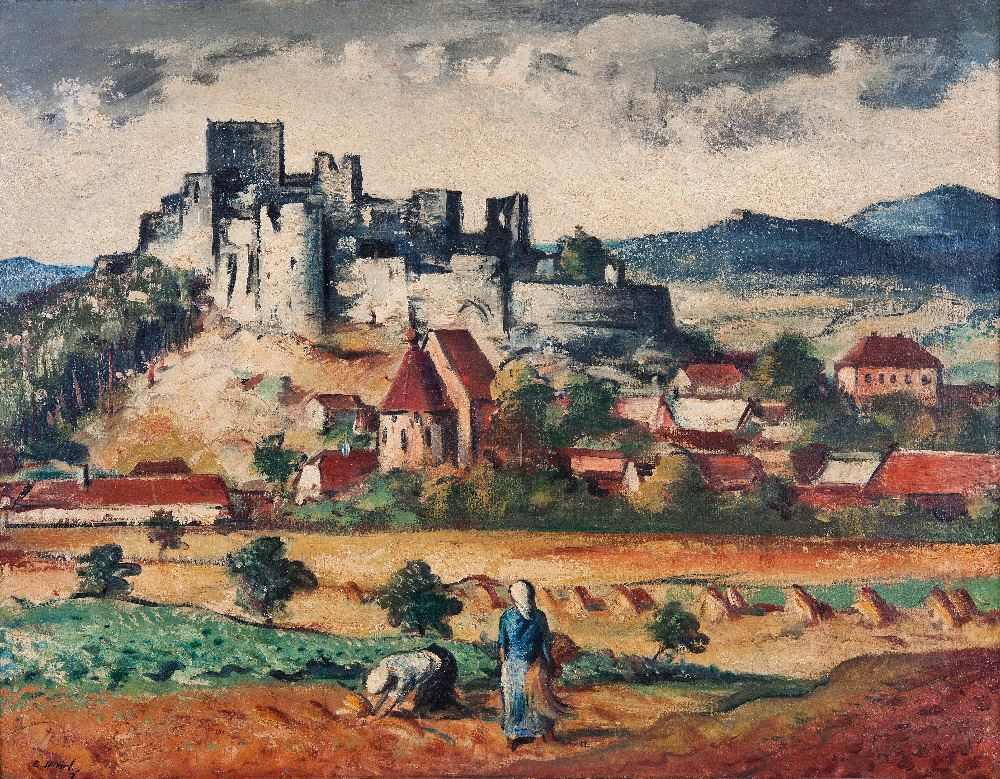
Hrad Rabí (1927)
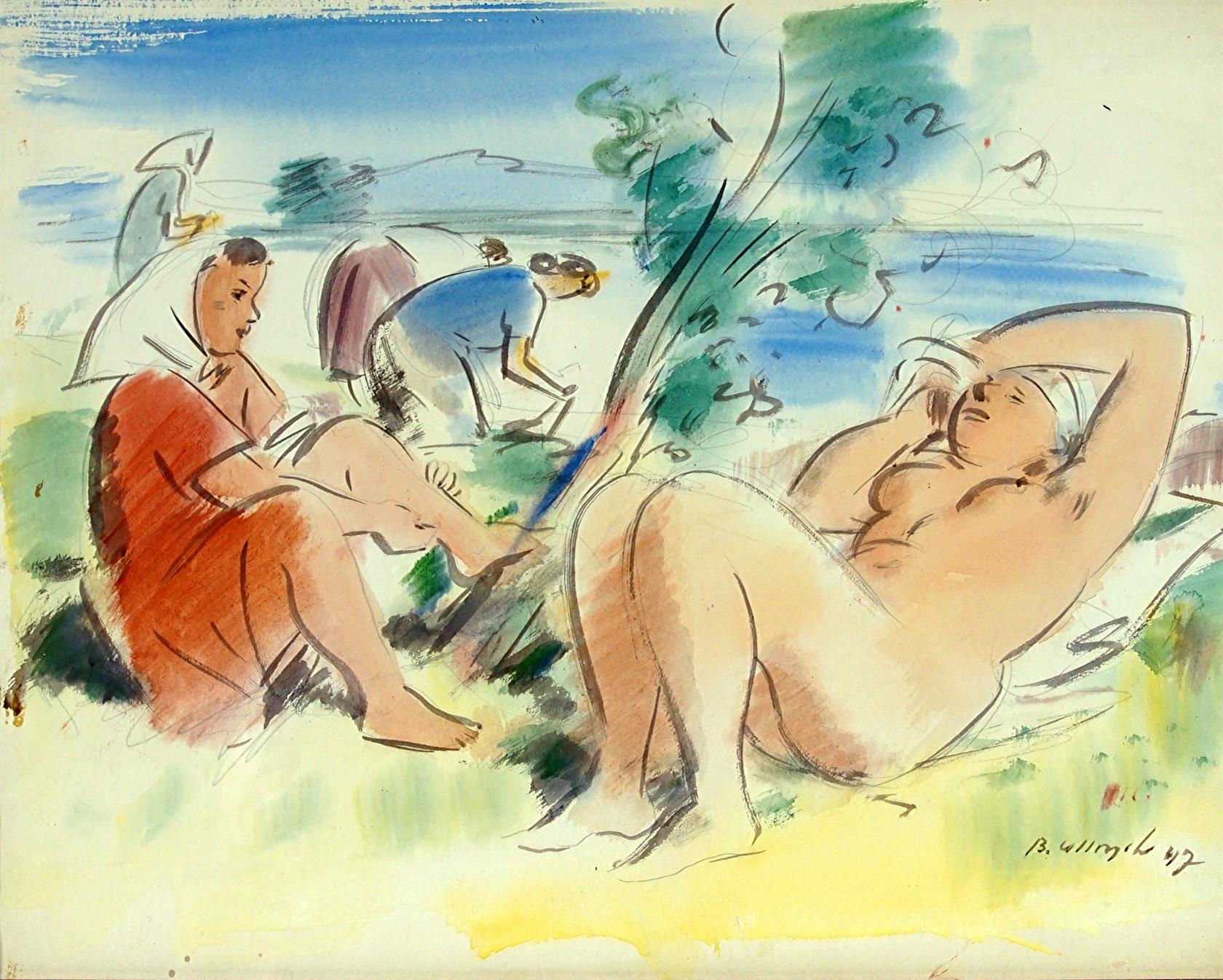
U vody (1947)
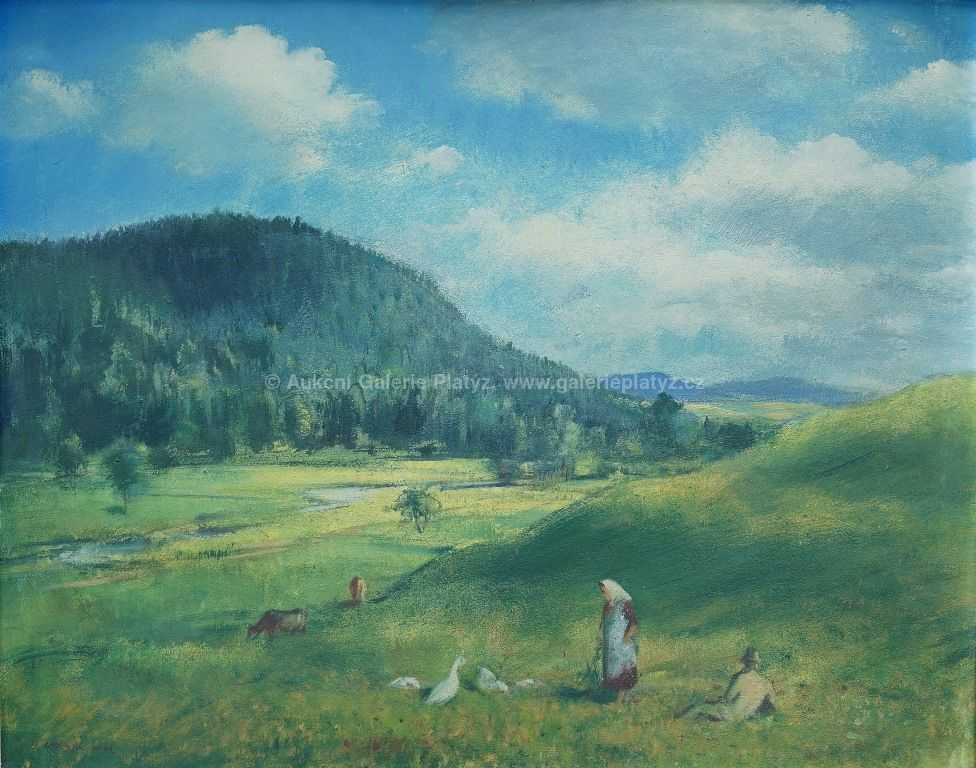
Na pastvě (1941)
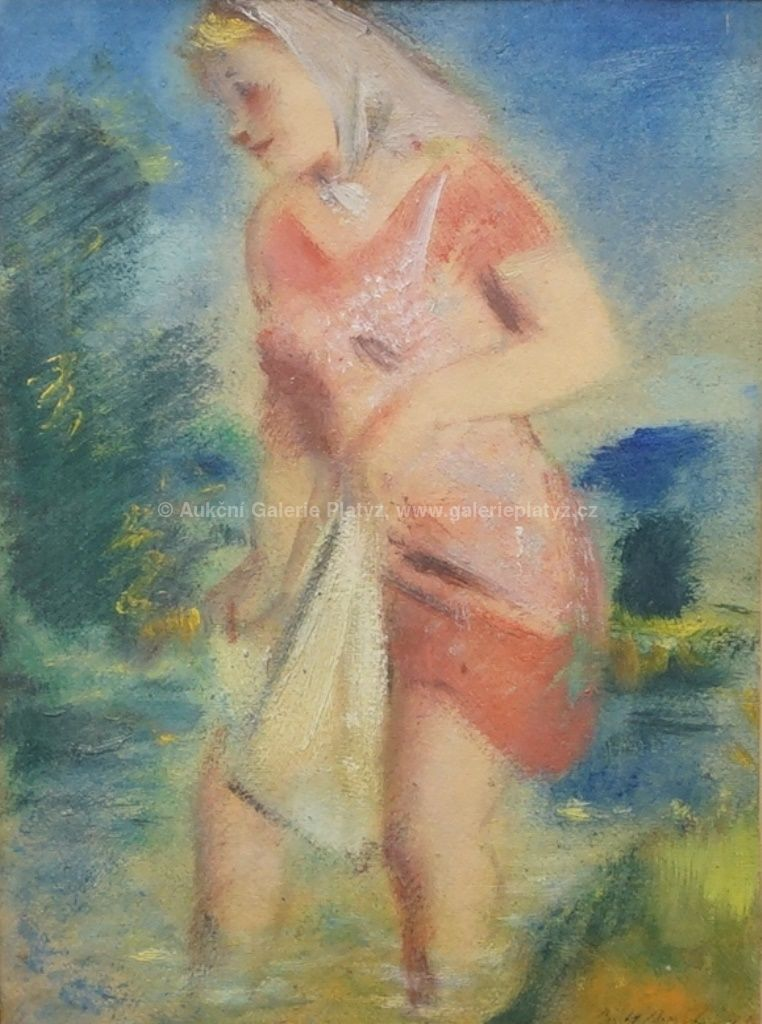
V potoce